# Lunezia

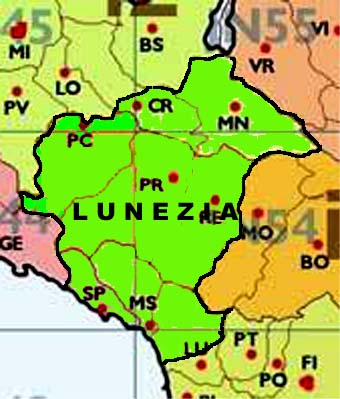
Dans cette carte sont visualisés tous les territoires qui aujourd'hui, pour les partisans de ce projet administratif, devraient composer la nouvelle région Lunezia. Une seconde hypothèse prévoit l'union d'un nombre réduit de territoires représentant la Lunezia historique et composée des provinces de La Spezia, Parme, Massa et Carrare, Plaisance, Reggio d'Émilie et une partie de la Garfagnana

Avec le toponyme Lunezia on désigne actuellement une partie du territoire italien considéré la XXIe région jamais née. 
La création de cette région fut proposée pour la première fois en 1946 pendant les discussions concernant la nouvelle Constitution italienne. Ce territoire fut d'une manière différente définie avec le nom de ; Apuo-Lunense, Emiliano-Lunense, Emilie-Appenninique ou Région Apuana dans les diverses périodes historiques. 
La proposition de constituer la région luneziana implique le rapport entre l'Émilie et la Romagne et la question lunigianese (Lunigiana), des territoires auxquels les évènements historiques et politiques ont empêché d'assumer leurs autonomies administratives.